# Zjeżdżalnia

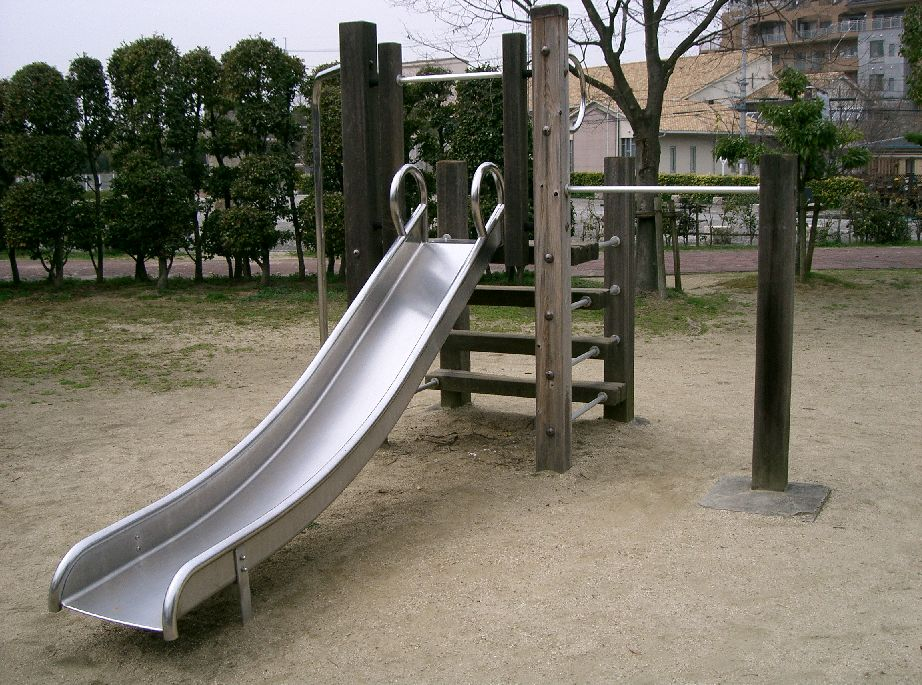
Zjeżdżalnia w Japonii

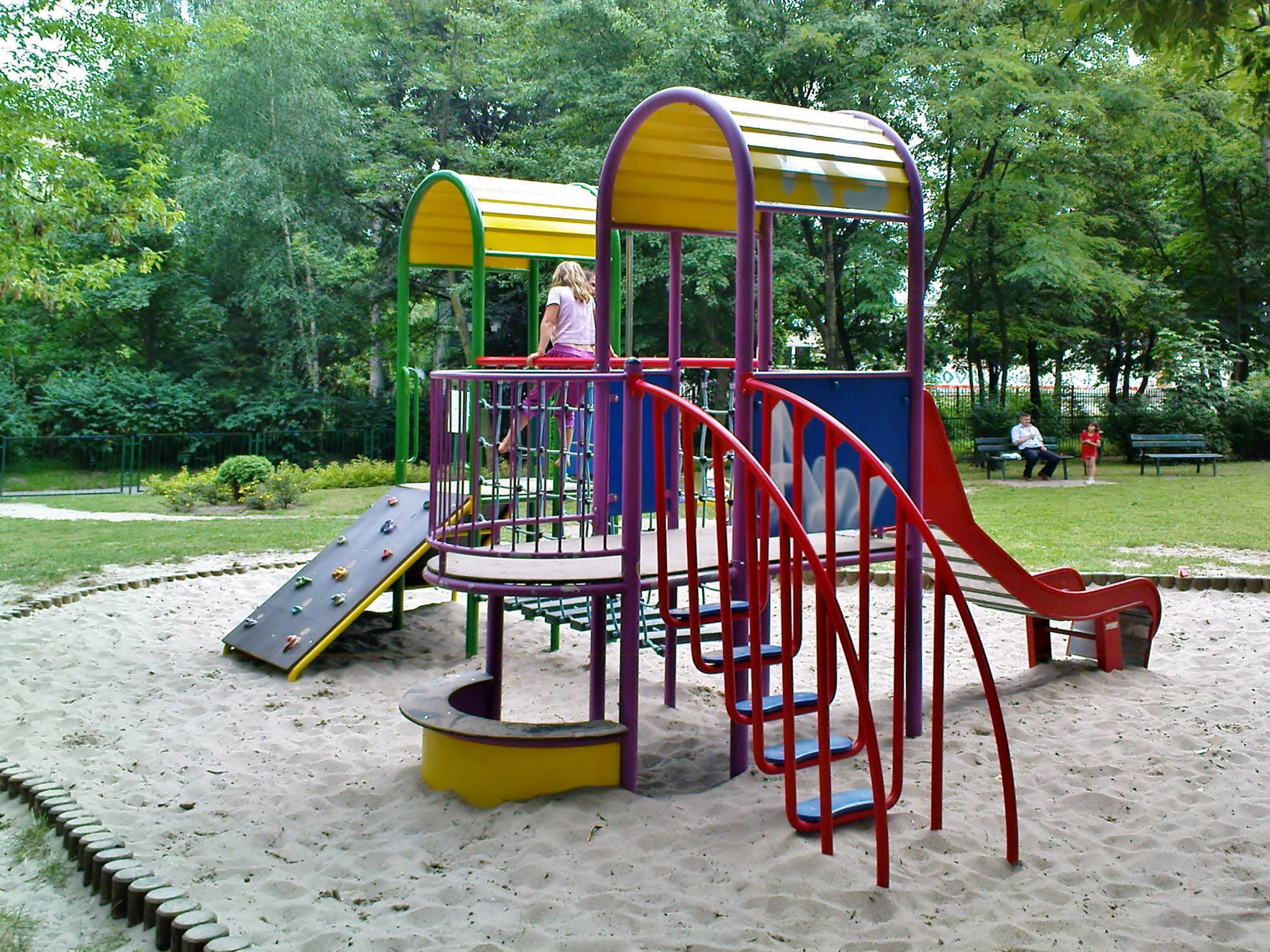
Zjeżdżalnia w Krakowie na placu zabaw na osiedlu Kozłówek

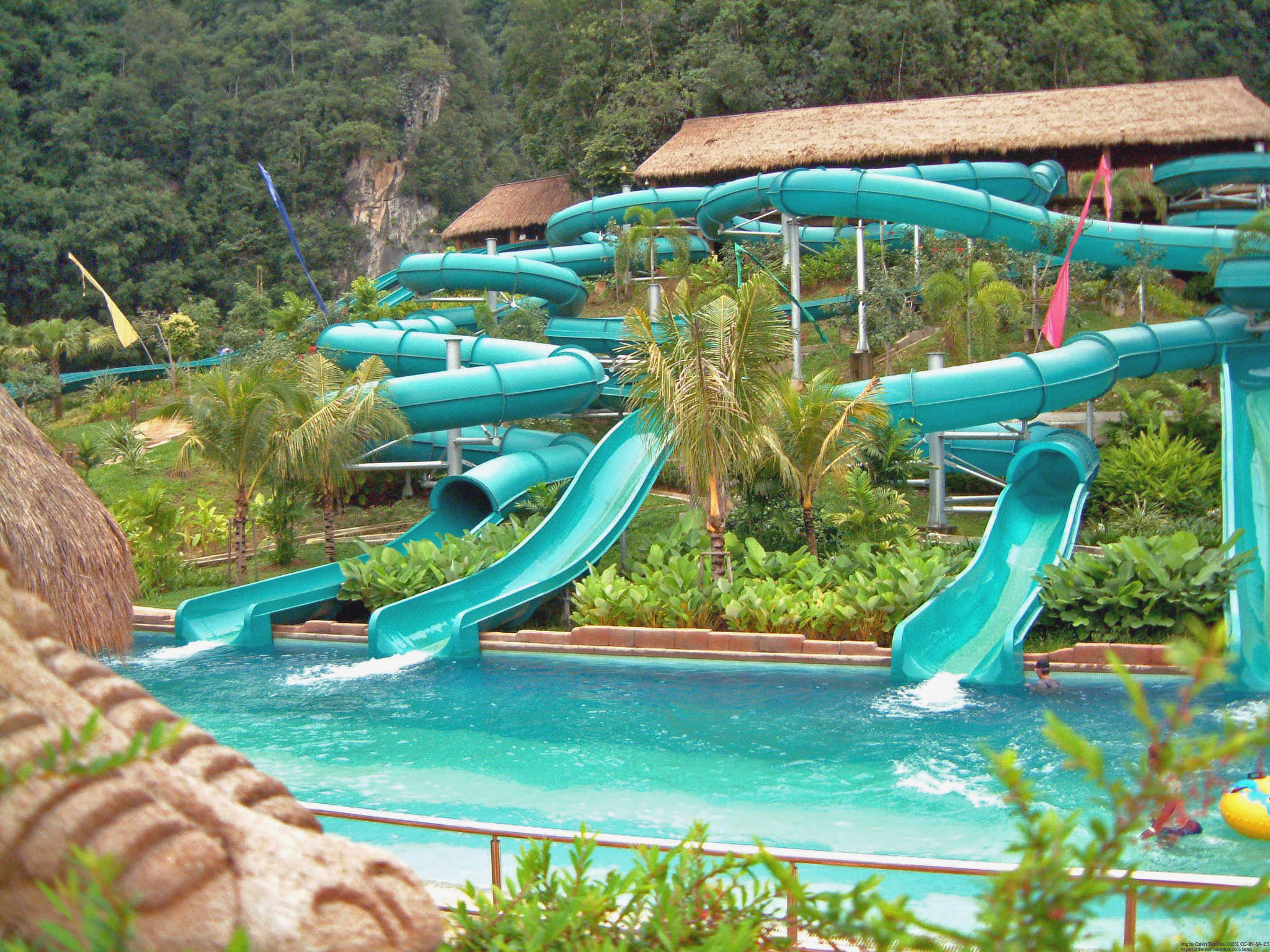
Zjeżdżalnia wodna

Zjeżdżalnia – urządzenie rekreacyjne działające na zasadzie równi pochyłej, najczęściej montowane są na osiedlowych placach zabaw, w ogrodach jordanowskich i parkach. Odmianą zjeżdżalni są zjeżdżalnie wodne, zazwyczaj znacznie dłuższe od typowych "osiedlowych" zjeżdżalni, używane w aquaparkach. Występują też zjeżdżalnie dmuchane.